# Country Club (Florida)
Country Club statisztikai település az USA Florida államában, Miami-Dade megyében. Lakosainak száma 49 967 fő (2020. április 1.).

## Népesség
A település népességének változása:
| Lakosok száma | 36 310 | 47 105 | 49 967 |
|               | 2000   | 2010   | 2020   |